# Forcipomyia breviforceps
Forcipomyia breviforceps är en tvåvingeart som beskrevs av Tokunaga 1940. Forcipomyia breviforceps ingår i släktet Forcipomyia och familjen svidknott. Inga underarter finns listade i Catalogue of Life.